# Конституционный суд Украины
Конституцио́нный су́д Украи́ны (укр. Конституційний суд України) — единственный орган конституционной юрисдикции на Украине, задачей которого является гарантирование верховенства Конституции Украины как основного закона государства на всей территории Украины.
Начал деятельность по новой Конституции 18 октября 1996 года.

## История
На Украине в 1989 году поправками к Конституции УССР 1978 года был создан Комитет конституционного надзора Украинской ССР, однако за все время существования положения о нём в тексте Конституции он вообще не был сформирован. После изменений конституции 1990 года было предусмотрено формирование нового органа правовой защиты Конституции — Конституционного суда Украинской ССР. Члены суда должны были избираться Верховным Советом Украинской ССР, но этот орган тогда так и не был сформирован.
Уже после обретения Украиной независимости, 3 июня 1992 года, Верховная Рада Украины приняла закон «О Конституционном суде Украины», который определял порядок формирования и функции этого органа.
В период с 1992 по 1996 гг. работа суда была малоэффективной: Верховная Рада назначила только председателя Конституционного суда (Леонида Юзькова), попытки избрать заместителя председателя и остальных судей оказались безрезультатными. Поэтому в этот период охрану Конституции осуществляли Президент и Верховная Рада Украины.
Принятием действующей Конституции (28 июня 1996 г.), а также закона «О Конституционном суде Украины» (16 октября 1996 г.) была четко определена система защиты Конституции и положено начало реальной деятельности Конституционного суда.
30 сентября 2016 года в Конституцию Украины был внесён ряд изменений, среди которых реформа Конституционного Суда. Были усилены гарантии независимости судей и введён институт "конституционной жалобы" - обращения граждан по поводу проверки Законов на соответствие их Конституции Украины.

### Деятельность суда после Евромайдана
24 февраля 2014 года Верховная Рада Украины приняла постановление об увольнении «за нарушение присяги» 4 судей Конституционного суда Украины  и об открытии в отношении них уголовных дел. 27 февраля Конституционный суд на своём собрании принял обращение к Совету судей Украины не увольнять судей КС и обеспечить их правовую защиту, а также обращение к европейским и международным организациям и правозащитным институтам для привлечения их внимания и оценки ситуации, сложившейся вокруг Конституционного Суда Украины. В документах отмечается, что постановление Верховной Рады «принято в отсутствие предусмотренных законодательством оснований и с нарушением предусмотренной процедуры», а также «не соответствует конституционным принципам разделения власти в государстве и верховенства права». 20 марта 2014 года Международная комиссия юристов выразила озабоченность смещением и уголовным преследованием судей Конституционного суда Украины.
В конце 2020 года между президентом Зеленским и Конституционным судом Украины разразился конфликт после того, как суд отменил ст. 366–1 УК Украины о недостоверном декларировании, незаконном обогащении и подаче электронных деклараций. Система электронного декларирования на Украине появилась в 2016 году при президенте Порошенко и имела целью предотвращение коррупционных махинаций и выявление незаконного имущества у госслужащих, которые обязаны отчитываться не только о своих доходах, но и о доходах ближайших родственников. В ответ на решение КСУ Владимир Зеленский от своего имени внёс в Верховную раду законопроект «О восстановлении общественного доверия к конституционному судопроизводству», который предусматривал лишение судей КСУ полномочий и начало процедуры назначения нового состава КСУ. Согласно законопроекту, решение, принятое КСУ, предложено признать ничтожным.
Зеленский призвал фракцию «Слуга народа» принять «жёсткое решение», то есть поддержать его законопроект, или же ожидать «противостояния на улицах». По мнению Зеленского, решение КСУ представляет собой «заговор части старых элит и олигархов против президента и против страны». В свою очередь, глава КСУ Александр Тупицкий заявил, что действия главы государства «имеют признаки конституционного переворота».
29 декабря 2020 года Зеленский отстранил Александра Тупицкого от должности председателя Конституционного суда сроком на два месяца. Конституционный суд, однако, счёл решение президента незаконным и отказался выполнять указ.
9 декабря 2021 года против председателя КСУ Александра Тупицкого были введены санкции США с формулировкой «за серьёзные коррупционные действия, включая получение денежной взятки во время службы в украинской судебной системе. Супруга Тупицкого Ольга Тупицкая также фигурирует как участница коррупционного деяния».

### Новая процедура отбора судей (2023)
17 августа 2023 года Президент Украины Владимир Зеленский подписал закон об отборе судей Конституционного суда. В конце июля 2023 г. Верховная Рада Украины приняла Закон Украины об отборе судей Конституционного Суда с участием международных экспертов. По закону отбор будет проводиться при участии Совещательной группы экспертов. Половину этих экспертов составят делегированные международными организациями и Венецианской комиссией люди, которые будут иметь решающий голос при фильтрации кандидатов в КСУ. Этот закон был одним из требований Еврокомиссии для начала переговоров о вступлении Украины в Европейский Союз.

## Порядок формирования
Конституционный суд Украины состоит из восемнадцати судей — по шесть от Президента, Верховной Рады и съезда судей Украины.

### Судья Конституционного суда
Согласно Конституции Украины судьёй Конституционного суда Украины может быть гражданин Украины, который на день назначения достиг возраста 40 лет, имеет высшее юридическое образование и опыт работы по специальности не менее десяти лет (практическая, научная, педагогическая деятельность), проживал на территории Украины на протяжении последних двадцати лет и владеет государственным языком.
Судья Конституционного суда назначается на девять лет без права быть назначенным на эту должность повторно.

### Назначение Президентом Украины
Президент Украины назначает 6 судей по результатам процедуры конкурсного отбора. Процедура конкурсного отбора определяется самим Президентом Украины.

### Назначение Верховной Радой Украины
Верховная Рада Украины назначает судей Конституционного суда Украины тайным голосованием путём подачи бюллетеней.
Назначенными на должности судей Конституционного суда Украины считаются кандидаты, набравшие наибольшее количество голосов депутатов, но более половины голосов депутатов от конституционного состава Верховной Рады Украины.
Если несколько кандидатов набрали одинаковое количество голосов и после их назначения было превышено необходимое для назначения количество судей, относительно этих кандидатов проводится повторное голосование.

### Назначение съездом судей Украины
Съезд судей Украины по предложению Совета судей Украины назначает 6 судей путём тайного голосования.
Назначенным на должность судьи Конституционного суда Украины считается кандидат, в результате тайного голосования получивший большинство голосов от числа избранных делегатов съезда судей Украины.

### Начало и окончание полномочий судьи
Судья Конституционного суда вступает в должность со дня принесения им присяги, которую он приносит на специальном заседании Конституционного Суда Украины. Полномочия длятся 9 лет. После окончания данного срока судья автоматически утрачивает свои полномочия. Судья может также сложить полномочия досрочно по собственному желанию, либо по состоянию здоровья. Конституционный Суд Украины не менее, чем 2/3 голосов от своего состава (12 судей) может уволить судью за нарушения грубое нарушение законодательства или не исполнение своих обязанностей. Также судья Конституционного Суда автоматически увольняется в случае вступления в силу в отношении него приговора.

## Правовые основы работы
Деятельность Конституционного суда Украины основывается на принципах верховенства права, независимости, коллегиальности, равноправия судей, гласности, полного и всестороннего рассмотрения дел и обоснованности принятых им решений.
Организация, полномочия и порядок деятельности Конституционного суда Украины определяются Конституцией Украины и Законом о Конституционном суде. Конституционный суд Украины принимает акты, регламентирующие организацию его внутренней работы (регламент Конституционного суда Украины) в соответствии с Законом о Конституционном суде.
Судья Конституционного суда Украины при отправлении своих обязанностей на пленарном заседании, на заседании Конституционного суда и в Коллегии судей Конституционного суда Украины должен быть одет в мантию. Судья Конституционного суда Украины имеет нагрудный знак, описание и форма которого утверждаются Верховной Радой Украины.

### Полномочия и деятельность судей
Статус судьи Конституционного суда Украины определяется Конституцией и законами Украины.
Полномочия судьи Конституционного суда Украины и его конституционные права и свободы не могут быть ограничены при введении военного или чрезвычайного положения на Украине или на отдельной её территории.
Судьи Конституционного суда Украины не могут относиться к политическим партиям и профсоюзам, иметь представительский мандат, принимать участие в любой политической деятельности, занимать какие-либо иные оплачиваемые должности.
Судья Конституционного суда Украины имеет право публично выражать своё мнение по вопросам, касающимся производства в Конституционном суде Украины лишь по тем делам, относительно которых Конституционным судом Украины принято решение или дано заключение.
Судья Конституционного суда Украины имеет право требовать от любого субъекта правоотношений необходимые документы, материалы и другую информацию по вопросам, готовящимся к рассмотрению Коллегией судей Конституционного суда Украины или Конституционным судом Украины. Случаи уклонения от дачи объяснений или отказа от предоставления информации судье Конституционного суда Украины влекут за собой ответственность виновных лиц согласно законодательству Украины.
Основания досрочного прекращения полномочий судьи определяются Законом о Конституционном суде.

## Форма работы
Конституционный суд Украины является коллегиальным органом, поэтому основная его деятельность связана с принятием определённых юридических решений, которые осуществляются на заседаниях и пленарных заседаниях Конституционного суда Украины.
Основная форма работы Конституционного суда Украины — пленарные заседания, на которых этот орган рассматривает и даёт заключения в делах по конституционным представлениям и конституционным обращениям.
Пленарное заседание Конституционного суда Украины является полномочным, если на нём присутствуют не менее двенадцати судей Конституционного суда Украины. Решения Конституционного суда Украины принимаются и его заключения даются на пленарном заседании, если за них проголосовало не менее десяти судей Конституционного суда Украины.
На обычных заседаниях Конституционный суд Украины:
- утверждает, вносит изменения и дополняет регламент Конституционного суда Украины;
- рассматривает вопросы, связанные с аппаратом Конституционного суда Украины;
- образует постоянные комиссии и утверждает их персональный состав.

Заседание Конституционного суда Украины является полномочным, если на нём присутствует не менее одиннадцати судей, а решение принимается, если за него проголосовало более половины судей, участвовавших в заседании.
Существует также понятие специального пленарного заседания, на котором судьи избирают Председателя Конституционного Суда и его заместителей.

## Структура
Структура Конституционного суда Украины — это его внутреннее организационное построение.
После того, как судьи принесли присягу и вступили в свои полномочия, формируется руководство — председатель суда и его заместители. Они избираются только на один трёхлетний срок.

### Председатель Конституционного суда Украины
Председатель Конституционного суда Украины избирается на специальном пленарном заседании Конституционного суда Украины из состава судей Конституционного суда Украины только на один трёхлетний срок. Голосование проходит путём тайной подачи бюллетеней. Избранным председателем Конституционного суда Украины считается кандидат, за которого проголосовало более половины конституционного состава судей Конституционного суда Украины.
К полномочиям председателя Конституционного суда Украины относятся: организация работы коллегий судей Конституционного суда Украины, комиссий и Секретариата Конституционного суда Украины; созыв и проведение заседаний, пленарных заседаний Конституционного суда Украины; распоряжение бюджетными средствами на содержание и обеспечение деятельности Конституционного суда Украины в соответствии со сметой, утверждённой Конституционным судом Украины.
За всю историю существования Конституционного суда Украины его председателями были:
| №     | Судья                          | Председатель суда                 | Член суда   | Квота                  |
| 1     | Юзьков Леонид Петрович         | 1 июля 1992 — 2 марта 1995        | 1992 — 1995 | Верховная Рада Украины |
|       | не избирался                   | 2 марта 1995 — 19 октября 1996    |             |                        |
| 2     | Тимченко Иван Артёмович        | 19 октября 1996 — 18 октября 1999 | 1996 — 2004 | Президент Украины      |
| 3     | Скомороха Виктор Егорович      | 19 октября 1999 — 18 октября 2002 | 1996 — 2005 | Съезд судей Украины    |
| 4     | Селивон Николай Феодосьевич    | 19 октября 2002 — 18 октября 2005 | 1996 — 2005 | Президент Украины      |
| и. о. | Евграфов Павел Борисович       | 19 октября 2005 — 25 июля 2006    | 1997 — 2006 | Верховная Рада Украины |
| 5     | Домбровский Иван Петрович      | 19 сентября 2006 — 11 мая 2007    | 2006 — 2010 | Съезд судей Украины    |
| и. о. | Пшеничный Валерий Григорьевич  | 11 мая 2007 — 10 июля 2007        | 2003 — 2007 | Президент Украины      |
| 6     | Стрижак Андрей Андреевич       | 10 июля 2007 — 12 июля 2010       | 2006 — 2013 | Съезд судей Украины    |
| 7     | Головин Анатолий Сергеевич     | 12 июля 2010 — 18 июля 2013       | 2006 — 2014 | Верховная Рада Украины |
| 8     | Овчаренко Вячеслав Андреевич   | 18 июля 2013 — 24 февраля 2014    | 2006 — 2014 | Верховная Рада Украины |
| 9     | Баулин Юрий Васильевич         | 18 марта 2014 — 20 марта 2017     | 2008 — 2017 | Президент Украины      |
| и. о. | Кривенко Виктор Васильевич     | 20 марта 2017 — 21 февраля 2018   | с 2016      | Съезд судей Украины    |
| 10    | Шевчук Станислав Владимирович  | 21 февраля 2018 — 14 мая 2019     | 2014 — 2019 | Верховная Рада Украины |
| 11    | Шаптала Наталья Константиновна | 14 мая 2019 — 17 сентября 2019    | 2010 — 2019 | Съезд судей Украины    |
| 12    | Тупицкий Александр Николаевич  | 17 сентября 2019 — 15 мая 2022    | 2013 — 2022 | Президент Украины      |
| и.о.  | Головатый Сергей Петрович      | с 29 декабря 2020                 | с 2018      | Президент Украины      |

Приммечание: Тупицкий А.Н. был отстранён от исполнения обязанностей Председателя КСУ 29 декабря 2020 года . 15 мая 2022 года срок его полномочий окончился. Новый Председатель КСУ избран не был.

### Заместители председателя Конституционного суда Украины
С 1996 по 2016 год Конституционный Суд избирал двух заместителей председателя суда. Заместители председателя Конституционного суда Украины избираются в порядке, предусмотренном для избрания председателя Конституционного суда Украины сроком на 3 года. Заместители председателя исполняют по поручениям председателя Конституционного суда Украины отдельные его полномочия. В случае отсутствия председателя старший по возрасту заместитель исполняет его обязанности. В 2016 году одна из должностей заместителя председателя была упразднена.
За всю историю существования Конституционного суда Украины заместителями его председателя были:
| № | Судья                         | Заместитель председателя суда         | Член суда   | Квота                  |
| 1 | Нимченко Василий Иванович     | 19 октября 1996 — 18 октября 1999     | 1996 — 2005 | Съезд судей Украины    |
| 1 | Розенко Виталий Иванович      | 19 октября 1996 — 18 октября 1999     | 1996 — 2004 | Верховная Рада Украины |
| 2 | Селивон Николай Феодосьевич   | 19 октября 1999 — 18 октября 2002     | 1996 — 2005 | Президент Украины      |
| 2 | Евграфов Павел Борисович      | 19 октября 1999 — 18 октября 2002     | 1997 — 2006 | Верховная Рада Украины |
| 3 | Вознюк Владимир Денисович     | 19 октября 2002 — 18 октября 2005     | 1996 — 2005 | Съезд судей Украины    |
| 3 | Шаповал Владимир Николаевич   | 19 октября 2002 — 18 октября 2005     | 1996 — 2005 | Президент Украины      |
|   | должность вакантна            | 19 октября 2005 — 26 сентября 2006    |             |                        |
| 4 | Пшеничный Валерий Григорьевич | 26 сентября 2006 — 11 сентября 2007   | 2003 — 2007 | Президент Украины      |
| 4 | Станик Сюзанна Романовна      | 26 сентября 2006 — 11 сентября 2007   | 2004 — 2010 | Президент Украины      |
|   | должность вакантна            | 11 сентября 2007 — 20 декабря 2007    |             |                        |
| 5 | Брынцев Василий Дмитриевич    | 20 декабря 2007 — 22 декабря 2010     | 2006 — 2015 | Съезд судей Украины    |
| 5 | Головин Анатолий Сергеевич    | 10 сентября 2008 — 12 июля 2010       | 2006 — 2014 | Верховная Рада Украины |
| 6 | Ткачук Павел Николаевич       | 22 декабря 2010 — 22 сентября 2011    | 2002 — 2011 | Верховная Рада Украины |
| 6 | Винокуров Сергей Маркиянович  | 12 мая 2011 — 19 ноября 2013          | 2010 — 2013 | Президент Украины      |
| 6 | Баулин Юрий Васильевич        | 4 ноября 2011 — 18 марта 2014         | 2008 — 2017 | Президент Украины      |
| 7 | Головатый Сергей Петрович     | с 17 сентября 2019 — 18 сентября 2022 | с 2018      | Президент Украины      |

### Постоянные и временные комиссии
Постоянные и временные комиссии — это вспомогательные органы Конституционного суда Украины. Постоянные комиссии образуются на пленарном заседании с целью организации внутренней деятельности суда.
В свою очередь временные комиссии создаются для дополнительного исследования вопросов, связанных с конституционным производством по делу, при участии специалистов в соответствующих отраслях права.

### Сенаты
В составе Конституционного Суда действует 2 Сената, в каждый из которых входит по 9 судей. Сенаты рассматривают конституционные жалобы.

### Коллегии Конституционного суда Украины
В составе Конституционного суда Украины образуются коллегии судей. Коллегии состоят из 3 судей, которые на своих заседаниях принимают решение об открытии конституционных производств или про отказ в их открытии. Если коллегия приняла решение об отказе в открытии конституционного производства по конституционному представлению - вопрос выносится на рассмотрение пленарного заседания суда, который вправе пересмотреть такое решение. В остальных же случаях решение коллегии является окончательным.

### Аппарат Конституционного суда Украины
С целью обеспечения эффективной деятельности Конституционного суда Украины, создаётся аппарат Конституционного суда Украины, в состав которого входят:
- секретариат;
- служба председателя Конституционного суда и его заместителей;
- служба каждого судьи Конституционного суда Украины;
- другие подразделения (архив, библиотека, печатный орган («Вестник Конституционного суда Украины»).

## Функции и полномочия Конституционного суда Украины
Функции Конституционного суда Украины — это основные направления и виды деятельности этого суда, осуществляемые в соответствии с Конституцией и законами Украины.
Приоритетным направлением деятельности Конституционного суда Украины является осуществление конституционного судопроизводства на Украине. Впрочем, это не единственная функция суда, также выделяют функции конституционного контроля, официального толкования (Конституции Украины) и функцию конституционного правосудия.
В соответствии с Конституцией Украины и Законом «О Конституционном суде Украины», суд имеет следующие полномочия:
1) решение вопросов о соответствии Конституции Украины (конституционность) законов Украины и других правовых актов Верховной Рады Украины, актов Президента Украины, актов Кабинета Министров Украины, правовых актов Верховной Рады Автономной Республики Крым;
2) официальное толкование Конституции Украины;
3) предоставление по обращению Президента Украины или по меньшей мере сорока пяти народных депутатов Украины, или Кабинета министров Украины заключений о соответствии Конституции Украины действующих международных договоров Украины или тех международных договоров, которые вносятся в Верховную Раду Украины для предоставления согласия на их обязательность;
4) предоставление по обращению Президента Украины или по меньшей мере сорока пяти народных депутатов Украины заключений о соответствии Конституции Украины (конституционность) вопросов, которые предлагаются для вынесения на всеукраинский референдум по народной инициативе;
5) предоставление по обращению Верховной Рады Украины заключения о соблюдении конституционной процедуры расследования и рассмотрения дела об устранении Президента Украины с поста в порядке импичмента в пределах, определённых статьями 111 и 151 Конституции Украины;
6) предоставление по обращению Верховной Рады Украины заключения о соответствии законопроекта о внесении изменений в Конституцию Украины требованиям статей 157 и 158 Конституции Украины;
7) предоставление по обращению Верховной Рады Украины заключения о нарушении Верховной Радой Автономной Республики Крым Конституции Украины или законов Украины;
8) решение вопросов о соответствии Конституции Украины и законам Украины нормативно-правовых актов Верховной Рады Автономной Республики Крым по обращению Президента Украины в соответствии с частью второй статьи 137 Конституции Украины;
9) решение вопросов о соответствии Конституции Украины (конституционность) законов Украины (их отдельных положений) по конституционной жалобе лица, которое считает, что применённый в окончательном судебном решении в её деле закон Украины противоречит Конституции Украины.
В компетенцию Конституционного суда Украины не входят вопросы относительно законности актов органов государственной власти, органов власти Автономной Республики Крым, органов местного самоуправления и другие вопросы, относящиеся к полномочиям судов общей юрисдикции.
Рассмотрение вопросов о соответствии Конституции Украины происходит, когда в Конституционный суд поступит представление от Президента Украины, по меньшей мере сорока пяти народных депутатов Украины, Верховного Суда, Уполномоченного Верховной Рады Украины по правам человека или Верховной Рады Автономной Республики Крым. Решения и заключения Конституционного суда являются обязательными к исполнению на территории Украины, окончательными и не подлежащими обжалованию.
Физические и юридические лица вправе обращаться в Конституционный Суд с конституционной жалобой, в которой просить о проверке закона соответствию Конституции Украины. Однако, конституционная жалоба принимается к рассмотрению исключительно если ставится вопрос о конституционности закона, который был применён в отношению жалующегося в окончательном и не подлежащем обжалованию судебном решению.
Правовые акты, признанные Конституционным судом неконституционными полностью или в определённой части, прекращают своё действие с момента принятия Конституционным судом соответствующего решения, если иное не установлено самим решением, но не ранее дня его принятия.
Решения и заключения Конституционного суда обнародуются на следующий рабочий день после их подписания и публикуются в «Вестнике Конституционного суда Украины», а также в других официальных изданиях («Официальный Вестник Украины», «Голос Украины», «Правительственный курьер»).
Материальный или моральный вред, нанесённый физическими или юридическими лицами актами и действиями, которые были признаны неконституционными, возмещается государством в установленном законодательством Украины порядке.

## Члены Конституционного суда Украины

### Текущий состав суда
Жирным курсивом выделен председатель Конституционного суда
Курсивом выделен заместитель председателя Конституционного суда
| №  | Имя                             | Начало полномочий     | Квота                  |
| 1  | Головатый Сергей Петрович       | 17 сентября 2019 года | Президент Украины      |
| 2  | Городовенко Виктор Валентинович | 21 ноября 2017 года   | Съезд судей Украины    |
| 3  | Грищук Оксана Викторовна        | 19 мая 2022 года      | Президент Украины      |
| 4  | Кичун Виктор Иванович           | 24 февраля 2021 года  | Верховная Рада Украины |
| 5  | Колесник Виктор Павлович        | 27 января 2016 года   | Президент Украины      |
| 6  | Кривенко Виктор Васильевич      | 27 января 2016 года   | Съезд судей Украины    |
| 7  | Лемак Василий Васильевич        | 2 марта 2018 года     | Президент Украины      |
| 8  | Мойсик Владимир Романович       | 27 января 2016 года   | Президент Украины      |
| 9  | Первомайский Олег Алексеевич    | 24 сентября 2018 года | Верховная Рада Украины |
| 10 | Петришин, Александр Витальевич  | 21 сентября 2022 года | Президент Украины      |
| 11 | Резник Сергей Васильевич        | 23 мая 2024 года      | Верховная Рада Украины |
| 12 | Совгиря Ольга Владимировна      | 2 августа 2022 года   | Верховная Рада Украины |
| 13 | Филюк Пётр Тодосьевич           | 5 ноября 2019 года    | Съезд судей Украины    |
| 14 | Юровская Галина Валентиновна    | 5 ноября 2019 года    | Съезд судей Украины    |

### Судьи в отставке
| №  | Имя                               | Начало полномочий     | Конец полномочий      | Квота                  |
| 1  | Вознюк Владимир Денисович         | 18 октября 1996 года  | 19 октября 2005 года  | Съезд судей Украины    |
| 2  | Козюбра Николай Иванович          | 18 октября 1996 года  | 28 января 2003 года   | Президент Украины      |
| 3  | Костицкий Михаил Васильевич       | 18 октября 1996 года  | 19 октября 2005 года  | Верховная Рада Украины |
| 4  | Малинникова Людмила Фёдоровна     | 18 октября 1996 года  | 3 декабря 2004 года   | Съезд судей Украины    |
| 5  | Мартыненко Пётр Фёдорович         | 18 октября 1996 года  | 17 февраля 2001 года  | Президент Украины      |
| 6  | Мироненко Александр Николаевич    | 18 октября 1996 года  | 19 октября 2005 года  | Верховная Рада Украины |
| 7  | Нимченко Василий Иванович         | 18 октября 1996 года  | 19 октября 2005 года  | Съезд судей Украины    |
| 8  | Розенко Виталий Иванович          | 18 октября 1996 года  | 26 мая 2004 года      | Верховная Рада Украины |
| 9  | Савенко Николай Дмитриевич        | 18 октября 1996 года  | 19 октября 2005 года  | Съезд судей Украины    |
| 10 | Селивон Николай Феодосьевич       | 18 октября 1996 года  | 19 октября 2005 года  | Президент Украины      |
| 11 | Скомороха Виктор Егорович         | 18 октября 1996 года  | 19 октября 2005 года  | Съезд судей Украины    |
| 12 | Тимченко Иван Артёмович           | 18 октября 1996 года  | 22 марта 2004 года    | Президент Украины      |
| 13 | Тихий Владимир Павлович           | 18 октября 1996 года  | 23 ноября 2004 года   | Президент Украины      |
| 14 | Чубарь Людмила Пантелеевна        | 18 октября 1996 года  | 19 октября 2005 года  | Съезд судей Украины    |
| 15 | Шаповал Владимир Николаевич       | 18 октября 1996 года  | 19 октября 2005 года  | Президент Украины      |
| 16 | Яценко Станислав Сергеевич        | 18 октября 1996 года  | 16 января 2002 года   | Верховная Рада Украины |
| 17 | Евграфов Павел Борисович          | июнь 1997 года        | 25 июля 2006 года     | Верховная Рада Украины |
| 18 | Корниенко Николай Иванович        | сентябрь 1997 года    | 26 июня 2002 года     | Верховная Рада Украины |
| 19 | Иващенко Владимир Иванович        | 13 марта 2001 года    | 7 сентября 2007 года  | Президент Украины      |
| 20 | Ткачук Павел Николаевич           | 10 сентября 2002 года | 22 сентября 2011 года | Верховная Рада Украины |
| 21 | Пшеничный Валерий Григорьевич     | 4 февраля 2003 года   | 11 сентября 2007 года | Президент Украины      |
| 22 | Станик Сюзанна Романовна          | 22 апреля 2004 года   | 29 апреля 2010 года   | Президент Украины      |
| 23 | Брынцев Василий Дмитриевич        | 4 августа 2006 года   | 12 ноября 2015 года   | Съезд судей Украины    |
| 24 | Джунь Вячеслав Васильевич         | 4 августа 2006 года   | 2 сентября 2010 года  | Съезд судей Украины    |
| 25 | Дидковский Анатолий Александрович | 4 августа 2006 года   | 9 сентября 2010 года  | Съезд судей Украины    |
| 26 | Домбровский Иван Петрович         | 4 августа 2006 года   | 9 сентября 2010 года  | Съезд судей Украины    |
| 27 | Кампо Владимир Михайлович         | 4 августа 2006 года   | 17 сентября 2013 года | Президент Украины      |
| 28 | Лилак Дмитрий Дмитриевич          | 4 августа 2006 года   | 25 апреля 2013 года   | Президент Украины      |
| 29 | Мачужак Ярослава Васильевна       | 4 августа 2006 года   | 9 сентября 2010 года  | Съезд судей Украины    |
| 30 | Стецюк Пётр Богданович            | 4 августа 2006 года   | 5 июля 2016 года      | Верховная Рада Украины |
| 31 | Стрижак Андрей Андреевич          | 4 августа 2006 года   | 22 февраля 2013 года  | Съезд судей Украины    |
| 32 | Шишкин Виктор Иванович            | 4 августа 2006 года   | 21 июля 2015 года     | Президент Украины      |
| 33 | Никитин Юрий Иванович             | 3 июня 2008 года      | 15 июня 2010 года     | Президент Украины      |
| 34 | Винокуров Сергей Маркиянович      | 16 июня 2010 года     | 19 ноября 2013 года   | Президент Украины      |
| 35 | Гультай Михаил Мирославович       | 21 сентября 2010 года | 17 сентября 2019 года | Съезд судей Украины    |
| 36 | Запорожец Михаил Петрович         | 21 сентября 2010 года | 17 сентября 2019 года | Съезд судей Украины    |
| 37 | Шаптала Наталья Константиновна    | 21 сентября 2010 года | 17 сентября 2019 года | Съезд судей Украины    |
| 38 | Литвинов Александр Николаевич     | 15 мая 2013 года      | 26 апреля 2022 года   | Съезд судей Украины    |
| 39 | Мельник Николай Иванович          | 13 марта 2014 года    | 24 декабря 2019 года  | Верховная Рада Украины |
| 40 | Сас Сергей Владимирович           | 13 марта 2014 года    | 7 декабря 2022 года   | Верховная Рада Украины |
| 41 | Слиденко Игорь Дмитриевич         | 13 марта 2014 года    | 7 декабря 2022 года   | Верховная Рада Украины |
| 42 | Завгородняя Ирина Николаевна      | 24 сентября 2018 года | 7 декабря 2022 года   | Верховная Рада Украины |

### Бывшие судьи
| №  | Имя                             | Начало полномочий     | Конец полномочий      | Квота                  |
| 1  | Головин Анатолий Сергеевич      | 4 августа 2006 года   | 24 февраля 2014 года  | Верховная Рада Украины |
| 2  | Колос Михаил Иванович           | 4 августа 2006 года   | 24 февраля 2014 года  | Верховная Рада Украины |
| 3  | Маркуш Мария Андреевна          | 4 августа 2006 года   | 24 февраля 2014 года  | Верховная Рада Украины |
| 4  | Овчаренко Вячеслав Андреевич    | 4 августа 2006 года   | 24 февраля 2014 года  | Верховная Рада Украины |
| 5  | Баулин Юрий Васильевич          | 3 июня 2008 года      | 3 июня 2017 года      | Президент Украины      |
| 6  | Вдовиченко Сергей Леонидович    | 3 июля 2008 года      | 3 июля 2017 года      | Президент Украины      |
| 7  | Пасенюк Александр Михайлович    | 3 ноября 2011 года    | 5 июля 2016 года      | Верховная Рада Украины |
| 8  | Сергейчук Олег Анатольевич      | 21 сентября 2010 года | 5 ноября 2016 года    | Съезд судей Украины    |
| 9  | Тупицкий Александр Николаевич   | 15 мая 2013 года      | 15 мая 2022 года      | Президент Украины      |
| 10 | Касминин Александр Владимирович | 19 сентября 2013 года | 19 сентября 2022 года | Президент Украины      |
| 11 | Шевчук Станислав Владимирович   | 13 марта 2014 года    | 14 мая 2019 года      | Верховная Рада Украины |